# Amaracarpus
Amaracarpus es un género con 75 especies de plantas con flores perteneciente a la familia Rubiaceae. Es originario de las islas Seychelles, Andaman y Vanuatu

## Especies seleccionadas
- Amaracarpus acuminatus
- Amaracarpus anomalus
- Amaracarpus apoensis
- Amaracarpus archboldianus[3]

## Sinonimia
- Neoschimpera Hemsl., Hooker's Icon. Pl. 29: t. 2810 (1906).
- Melachone Gilli, Ann. Naturhist. Mus. Wien 83: 459 (1979 publ. 1980).[2]